# Carl Steuernagel (Bauingenieur)
Carl Steuernagel, auch Karl Steuernagel (* 21. März 1848 in Biedenkopf; † 6. Februar 1919 in Köln; vollständiger Name: Carl Wilhelm Johann Steuernagel), war ein deutscher Bauingenieur und Baubeamter, der vor allem als Kölner Stadtbaurat wirkte.

## Leben
Während seines Studiums wurde Steuernagel im Wintersemester 1864/65 Mitglied der Burschenschaft Alemannia Gießen. Nach seinem Studium und Examen arbeitete er zunächst in der Stadtverwaltung von Mainz, bevor er 1880 eine Stelle als Stadtingenieur in Barmen annahm. Diese Stelle gab er jedoch nach rund einem Jahr auf, um als Mitarbeiter und Stellvertreter von Josef Stübben nach Köln zu wechseln.
Ab 1881 beschäftigte er sich mit den Problemen der Kölner Stadtentwässerung und entwickelte für Stübbens Pläne der Kölner Stadterweiterung die Fortführung der Altstadtentwässerung mit dem Neubau der Entwässerung der Kölner Neustadt. Eindrucksvollstes Bauwerk im Rahmen dieser Anlagen ist der 1890 fertiggestellte Kronleuchtersaal in der Kölner Kanalisation.
Steuernagel oblagen außer der Kanalisation auch Aufgaben im Bereich des Straßenbaus. Außerdem betrieb er bei den von ihm geleiteten Tiefbau-Arbeiten archäologische Forschungen und veröffentlichte die Ergebnisse in Fachzeitschriften.
1885 heiratete er Katharine Willmeroth (* 1862). Ihr Sohn war der spätere Reichsbahndirektor Karl Steuernagel.

## Auszeichnungen
- 1904: Ritterkreuz 1. Klasse des Großherzoglich Badischen Ordens vom Zähringer Löwen[7]
- 1907: preußischer Roter Adlerorden 4. Klasse[8]
- 1916: Ehrentitel Geheimer Baurat[9]
- 1919: Ehrendoktorwürde (als Dr.-Ing. E. h.) der Technischen Hochschule Darmstadt[4]

## Schriften
- (gemeinsam mit Rudolf Schultze): Colonia Agrippinensis. Ein Beitrag zur Ortskunde der Stadt Köln zur Römerzeit. Bonn 1895 (= Jahrbücher des Vereins von Altertumsfreunden im Rheinland, Heft 98; mit 17 Tafeln).
- Fundbericht über die Reste der „Porta Paphia“ bei Niederlegung derselben im Dezember 1897. In: Bonner Jahrbücher, 1898, 103, S. 154–163; Textarchiv – Internet Archive.
- Die Probekläranlage zu Köln-Niehl. In: Mitteilungen aus der Königlichen Prüfanstalt für Wasserversorgung und Abwässerbeseitigung zu Berlin, 1904, Heft 4.